# しんぶん赤旗
しんぶん赤旗（しんぶんあかはた、英語: Shimbun Akahata）は、日本共産党中央委員会の発行する日本語の日刊機関紙である。旧称・通称「赤旗」「アカハタ」。初代編集長は水野成夫。
日刊紙の他にも別建ての「しんぶん赤旗日曜版」や、視覚障害者向けの「点字しんぶん赤旗」と「声のしんぶん赤旗日曜版」（視覚障害者友情の会発行）などや、英語翻訳版「Japan Press Weekly」（ジャパンプレスサービス発行）も存在する。それらについても併せて記載する。

## 概説
現在は「しんぶん赤旗」が紙名。日本の政党機関紙としては最大の部数で、最盛期の1980年には日刊紙と日曜版を合わせ355万部を誇った。以後、1997年に約230万、2017年には約113万、2019年には100万弱、2024年には85万とされる。
なお、日曜版は日刊紙より発行部数が多く、2016年の報道では、日刊紙約20万部に対し日曜版約100万部とされていた。

## 沿革

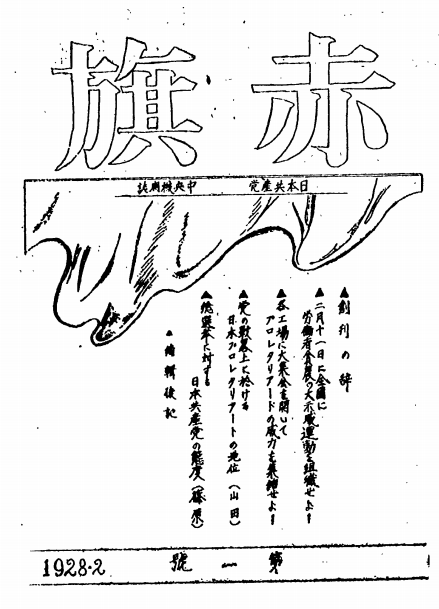
赤旗創刊号表紙（1928年（昭和3年））

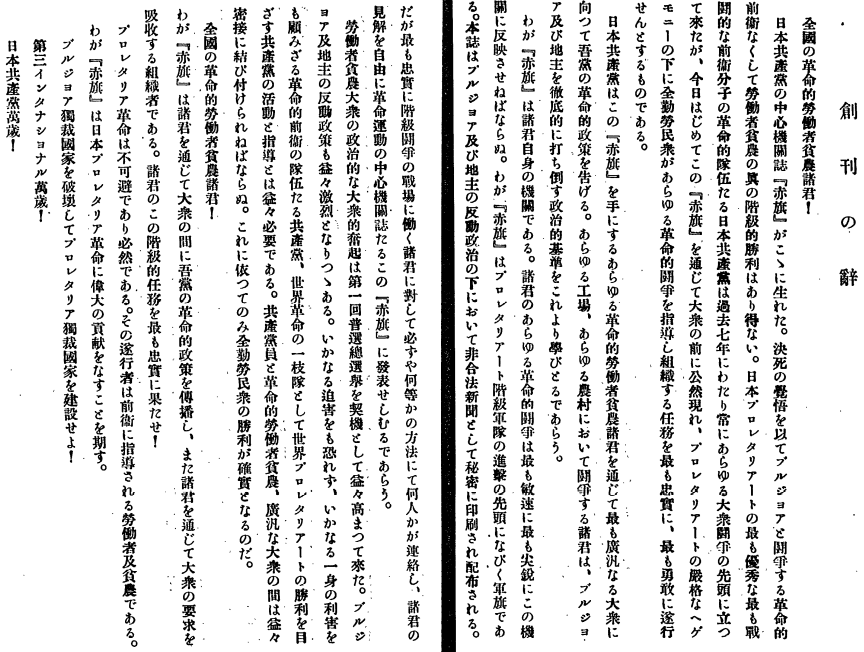
赤旗創刊号創刊の辞（続きあり。脚注の出典資料を参照）。
最初に、「全国の革命的労働者貧農諸君！」と始まり、最後に「第三インタナショナル万歳！／日本共産党万歳！／日本革命的労働者貧農万歳！／日本プロレタリア革命万歳！」と締めくくられている。
また、文中にこの新聞が非合法であることが明示されており、「ブルジョア独裁国家を破壊してプロレタリア独裁国家を建設せよ！」と階級社会を否定しているが、当時はプロレタリアート独裁に関して否定していなかったことがうかがえる。

創刊は治安維持法が存在した1928年（昭和3年）で、非合法による発行の地下新聞だった。戦前創刊当時の「赤旗」の読みは音読みで「せっき」。創刊時の編集長は後に産経新聞社・フジテレビ社長となりフジサンケイグループを起こした水野成夫だった。
当初は月2回（1日・15日）の定期発行としたが、水野が検挙されたことで翌月の5号以降から事実上不定期となった。主筆には第二次共産党書記長の渡辺政之輔が就いたが、同年10月に自決。1935年（昭和10年）1月20日、187号が発行された後、3月4日に最後の中央委員であった袴田里見が逮捕され発行が停止した。
1945年（昭和20年）、大日本帝国は大東亜戦争（太平洋戦争・第二次世界大戦）に敗れ占領体制となる。これにより日本共産党は初めて合法的に活動できることになり、党中央委員会を再建。同年10月20日に『赤旗』再刊第1号が発行された。題字は「アカハタ＝AKAHATA」（1946年1月）、「アカハタ」（1947年7月）を経て、1966年（昭和41年）2月1日、「赤旗」（あかはた）となった。第二次世界大戦後もGHQによるプレスコードに引っかかり発行を禁止されたこともあった。また、創刊当初から「しんぶん赤旗」への改題時まで、カール・マルクスの言葉である「万国の労働者団結せよ！」などのスローガンが書かれていた。
1958年（昭和33年）の宮本顕治の書記長就任以降、党中央による党勢拡大の方針と同時に赤旗の拡大（新聞拡張）運動が全党的に行われ、1960年代 - 1970年代には、購読者を増加させ、1980年（昭和55年）頃には日刊紙・日曜版あわせて約350万部を超えたこともあった。テレビ・ラジオ欄やスポーツ面など内容量の充実もこの時期によるものである。
- 1928年2月1日 - 創刊。当時は「赤旗」と書いて「せっき」と読んだ。ガリ版印刷だった。
- 1932年4月 - 活版印刷化。
- 1935年1月20日 - 187号をもって停刊。
- 1945年10月20日 - 復刊。再刊第1号。
- 1945年10月20日 - 再刊5号をもって現在の新聞型（ブランケット判）となる。週刊化。
- 1946年1月8日 - 「赤旗」から「アカハタ＝AKAHATA」に改題。ローマ字論者の徳田球一らの発案による。
- 1946年2月15日 - 週5日刊となる。
- 1947年7月16日 - 「アカハタ＝AKAHATA」から「アカハタ」に改題。
- 1947年10月1日 - 日刊となる。但し、日曜日は休み。
- 1950年6月26日 - GHQ指令により1ヶ月間の発行停止処分。解除直前の7月18日に突如無期限に延長される（レッドパージの一環）。
- 1952年5月1日 - 対日講和条約の発効により再刊、タカクラ・テル（高倉輝）の国語国字改革運動の影響により引き続き「アカハタ」と片仮名表記となる。
- 1959年3月1日 - 『アカハタ日曜版』（当時の名称）創刊。一面写真はブリジット・バルドー。8頁建て、3万部発行。
- 1965年1月1日 - 「です・ます」調の開始。
- 1966年2月1日 - 漢字の「赤旗」に改題。
  - 3月 - 日本で初めてラテ欄を最終面に掲載（終面ラテ欄は後に日本の日刊新聞の標準形態となる）。
- 1968年11月1日 - スポーツ面の開始。
- 1975年1月20日 - 点字「赤旗」創刊。
- 1975年2月27日 - 4コマ漫画『まんまる団地』（オダシゲ作）の連載開始。
- 1985年3月23日 - 紙面の活字が20%大きくなる。
- 1985年4月1日 - ラテ欄配信の東京ニュース通信社加盟。
- 1989年1月8日 - 昭和から平成に改元したこの日から1面のみに掲載されていた元号表記が廃止される。平成29年に元号使用を復活させる。
- 1997年4月1日 - 「しんぶん赤旗」に改題[9]。これ以後、題字から「日本共産党中央機関紙」の文字が無くなる。日曜版タブロイド化。
- 2000年5月1日 - 一部カラー化。
- 2000年5月4日 - 日曜版が同日付で一部カラー化。
- 2013年6月3日 - 遅版（B版）、この日付で終了。
- 2013年6月4日 - この日付から締め切り時間を早版（A版）に統一[10]。
- 2017年4月1日 - この日から28年ぶりに1面のみの元号表記が復活。
- 2018年7月2日 - 電子版の発行開始（日刊のみ）[11]。
- 2021年5月1日 - 学生割引開始。大学、院生、専門学校生、高専生4,5年が対象[12]。
- 2023年1月 - 紙の価格高騰を受けて、同月から日刊紙は16ページから14ページ、日曜版は36ページから32ページにそれぞれ減らす[13]。日刊紙のラテ欄を中面にいれ、最終ページのカラー印刷を生かすように構成を変える。
- 2024年7月 - 用紙代や輸送コストの増大などに伴う日曜版の価格改定を実施。日曜版の月額購読料を990円とする[14]。

## 内容
日本共産党の党活動報告、所属議員による国会質問、党員を対象とした活動方針の呼びかけなどが掲載されている一方、紙面の大半は、政治、国際、経済、スポーツ、社会ニュース、文化、芸術、教育、くらし家庭、テレビ・ラジオ欄、4コマ漫画など、一般紙と同様である。
赤旗記者のネットワークは日本各地の他、日本国外にまで及び、東アジア・東南アジア・中東・南アメリカ・米国情勢など独自取材が行われている。さらに時事通信やロイター通信による通信社記事を配信している。

### 独創的な欄
独自の欄として「国民運動面」（旧「労働・大衆運動面」）があり、労組や諸団体の活動の様子を報じる。別刷り「学習・党活動版」（日曜を除く毎日、その後火・木・土曜）があった。以前は「党生活」という欄名だった。主に日本共産党の支部活動を報じる、どちらかといえば党員向けの欄で、特に機関紙的なページとなっていたが、現在は廃止され、紙面に週5回「党活動のページ」として掲載されている。
「政治・総合」の第4面は主に議会、選挙の動向が掲載される。国政選挙や都道府県議選の候補者発表や、地方選挙の結果などもここに掲載される。
毎週日曜日には科学欄が入り、自然科学に関する情報が取り上げられる。毎週月曜日の5面は青年学生向けのページ「若者BOX」となっており、若者に関する話題や民青同盟（日本民主青年同盟）・全学連（全日本学生自治会総連合）のなど青年学生団体の取り組みなどが紹介される。また、木曜日の投書欄は「若いこだま」「若こだワイド・みんなでチャット」と称して青少年の投書が掲載され、木曜の学習・党活動版では青年・学生支部の取り組みが多く取り上げられる。
投書欄のイラストの項目では、イラストレーターの高村忠範からアドバイスを受けられることもある。
地方面は14ページ目にあり、各都道府県に常駐する記者による地域のニュースが掲載される。社会問題などの他、地方機関や地方議員の動向が報じられる。地方の区切りは衆議院議員総選挙の比例区ブロックにほぼ対応。毎週日曜・月曜は休載。毎週木曜は全国の地方ニュースを厳選した「地域発」「列島だより」が掲載される。毎週日曜は「地方政治わかる・地方ワイド」が掲載される。

### 紙面の特徴

#### 表現など
文体は初期は他紙同様の「である」体だったが、1962年5月1日付社説から「です・ます」体を取り入れ、1965年からは完全に改め「です・ます」体に統一された。

#### 紙面広告
通常16面である。「マスメディアの多くが、「権力を監視する」「真実を伝える」というジャーナリズムの本来の使命を放棄している」と主張し、企業・団体のスキャンダルや社会問題に対する批判的報道に正面に取り組むために、「大企業」の広告は掲載しない方針を掲げている。但し、党関係者の著書に限り、KADOKAWAなど上場企業も含めた大手出版社発行であっても受け入れる。

#### マスコミのタブー
元赤旗編集局長の韮沢忠雄は、既存のマスコミにはアメリカ合衆国や広告主、創価学会、皇室、部落解放同盟などに関する事項にタブーが存在し、そのような報道におけるタブーに切り込める点が、赤旗の存在意義の1つであるとしている。他のメディアがスポンサーの都合に阿って報道を躊躇する中、「権力の監視」の役割を果たしていると自負している。
とはいえ、民共共闘が始まった2015年以降は、国内の主要商業新聞中最も左寄りの論陣を張る中日新聞・東京新聞にそれなりの評価を与え、また中道左派系と言われる朝日新聞などとも良好な関係を構築しようとしている。

#### 人物呼称の扱い
犯罪報道は年齢に関わらず被疑者、被告などの匿名が基本であり、実名報道の一般紙とは異なっている。法人犯罪や公人による犯罪は実名報道となるほか、上記に当てはまらない場合でも社会的影響が著しい刑事事件は例外的に実名報道をすることがある。

##### ラテ欄での取扱
テレビ・ラジオ欄に天皇、皇族の敬称や被疑者名が掲載されるときは下記のように断り文が入る。
断り文を入れる枠がないときや2 - 3日皇室関連の番組が続く時は省略することもある。なお、かつては被疑者名は伏せ、「韓国」は「南朝鮮」に、皇室関連番組では最高敬語表現でないタイトルに替えていた。
| 差し替え前               | 差し替え後（当時） |
| ------------------------ | ------------------ |
| 70歳になられた天皇陛下   | 70歳になった天皇   |
| 浩宮さまのお妃選び       | 浩宮の妃選び       |
| ジョン・スミス容疑者逮捕 | 容疑者逮捕         |

ちなみに、サッカー天皇杯全日本サッカー選手権大会（天皇杯）は現在でも「日本サッカー選手権」と呼んでいる。

#### 元号の扱い
日付欄は昭和までは一面の題字部分に上が西暦で下に元号を括弧書きで表記していた。平成になってから「元号を表記する意味はなくなった」として西暦のみ表記していたが、「西暦を元号に換算するのが不便だ」という読者の声を反映し、2017年4月1日より題字横の日付欄に元号表記を復活させた。
記事は引き続き西暦のみの表記だが、昔の事件を説明する時などわかりやすくするために西暦（元号）と表記することもある。

#### 訃報欄
党員の訃報欄は14面か13面に掲載される。通夜・葬儀・告別式の日程や場所、喪主などが掲載されるとともに、党役員、党議員、労働組合・民主団体役員、社会的に大きな問題となった行政訴訟、公害訴訟、労働運動や人権などに関わる裁判などの原告などだった場合は、その経歴が記載される。最後に入党年が記載される。かつては永年党員、50年党員かどうかも記載されていた。党国会議員、党中央委員経験者は顔写真入りで大きく掲載される他、地方党組織でも幹部クラス経験者の場合も顔写真が掲載されることがある。また最後に議長、委員長、書記局長の名前記載で「宮本議長、不破委員長、志位書記局長は、○○氏、△△氏・・・の死去を悼み弔電を送りました」のように弔意、弔電の文章を必ず入れていた。なお、除名や除籍などの処分を受けていた元党員については掲載されない。
大学教員、芸能人など著名な党員については一般の著名人と同じく15面に掲載され、最後に入党年が記載される。党支持者の著名人の訃報についても15面に掲載され、「日本共産党の躍進に期待するコメントを発表していた」「（九条の会などの）市民運動に参加していた」などの文章が記載される。

### ラテ欄
- 一般商業紙と同様に、下部に個別の番組紹介がある。日本共産党議員が出演する番組がある場合は、その情報を記載する点も特徴的である。更に番組欄本文でも名前をゴシック体で表示する。

### 連載漫画
- 「まんまる団地」（オダシゲ作）- 4コマ漫画。話数は1万2200回を超え、現在も毎日連載中。一般商業紙と同じ様式で社会面左上に掲載される。日常生活・季節感などを題材とする。
- 「今どき小学生 くるみちゃん的生活」（おおえだけいこ作） - 8コマ漫画。月1回（原則第1土曜日）くらし家庭欄掲載される。風刺を盛り込んだコメディ。
- 「台所剣法」（亀井三恵子作） - 8コマ漫画。原則金曜日に掲載されていた。1929年生まれの作者による漫画。1970年に連載開始。2015年より休載し、2017年に終了が発表された。

## 日曜版
日刊紙の他、週刊の「しんぶん赤旗日曜版」がある。日曜日付けで毎週発行される、タブロイド版の通常36面の新聞である。日曜版のキャッチコピーは「開けば パッと 世の中見えてくる 明日につながる、あなたのパートナー」。かつてはブランケット判の通常20面だった。
日刊紙付属の別刷りである一般商業紙の日曜版とは異なり、「しんぶん赤旗（日刊紙）」とは別立ての事実上独立した新聞であり、日刊紙の日曜日付けは、日曜版とは別に通常通り発行されている。日刊紙の購読料に日曜版は含まれておらず、併読する場合は両方を申し込む必要がある。日曜版購読者数は日刊紙を大きく上回っており、単独で見た場合、しんぶん赤旗日曜版は発行部数日本最大の週刊紙である。他党派議員を含め広く読者を抱えている。
政治問題の解説記事に漫画を取り入れるなど、柔軟でわかりやすい表現手法を取り入れており、保守系の立場の人々からもこれについては評価する声がある。
日刊紙より一般向け・こども向け・家庭向け（料理、暮らしなど）の内容となっており、日本共産党とは特に関係がない著名な芸能人なども登場する。その理由としては赤旗は一般紙と比べても遜色ない部数を発行しており、政党機関紙なので芸能人のゴシップ記事などを書かないと言う信用が大手芸能事務所側にあるからという。
手塚治虫や赤塚不二夫、中沢啓治、加藤唯史、村野守美、矢口高雄、牧野和子、Moo.念平、高口里純、葛西映子、ますむらひろしといった人気漫画家が漫画を連載していた。赤旗日曜版の姉妹紙である少年少女新聞も手塚治虫、宮崎駿、松本零士、赤塚不二夫、山本おさむ、やなせたかしらの漫画を連載していた。現在はやくみつるの風刺4コマ漫画「やくみつるの小言・大言」（当初は隔週）が掲載されている。

### 内容
日曜版は、内容は週1回発行であること生かした調査報道（特集記事）や企画記事で構成されており、政治・経済・社会・医療・保健などの分野から取り上げている他、著名人インタビュー・コラムや料理・旅行・釣り・漫画・読者投稿・子供向けページ・週間テレビガイド（一週間のNHKと民放キー局の番組解説とNHKの連続テレビ小説・大河ドラマの解説）などもある。
13面は「Uスタ Youth Stadium（「10's20'sYモード」より改題」）という青年向けのページで、各地の若者の取り組みや民青など青年団体の活動、投書（「メルはが」と称される）などが取り上げられる。
36面の「ひと」欄は芸能人・著名人へのインタビュー記事。その下の料理欄では村上祥子や森野熊八など（かつては小林カツ代なども）が料理レシピを紹介している。
選挙前は大体日本共産党の主張が多くなり、1-3面は政策宣伝・選挙情報になることが多い。一般購読者を意識した紙面づくりがうかがえる。ちなみに、題字が赤色なのは日曜版のみである。

### 連載漫画
- 「新ペンだこパラダイス」（山本おさむ作）
- 「ペコロスの母の思い出」（岡野雄一作）※ 隔月掲載

過去
- 「夜間中学へようこそ」（原作：山本悦子/作画：沢音千尋）
- 「昭和の神田っ子」（うゑださと士作）
- 「カラフル!!〜知ってほしいLGBT〜」（原案協力:遠藤まめた/作画：青木朋）
- 「今日もいい天気」（山本おさむ作）
- 「豆行司 豆太郎」（にしだかな作）
- 「ポケネコ にゃんころりん」（原案：山本悦子/作画：沢音千尋）
- 「宮沢賢治短編集」「銀河鉄道の夜」（ますむらひろし作）
- 「山の奉行ものがたり」（青木朋作）
- 「ドボン&ウズ・メメス」（葛西映子作）
- 「悩みごと、あったらね?」（高口里純作）
- 「ミラクルダイエッターMIYUKI」（高口里純原作・高口組作画）
- 「ミラクルダイエッターMIYUKI vv」（高口里純原作・高口組作画）
- 「ニアレトロ物語 しずく」（おだれいこ（小田令子）作） - 「昭和30年代の東北地方」が舞台。第17回黒潮マンガ大賞入選作品。
- 「宅配ビンちゃん」（Moo.念平作）
- 「ぼくの満州」（森田拳次作）
- 「六助くん」（板井れんたろう作）
- 「どっぺんぱらり」（村野守美作）
- 「チンチン電車の詩」（中沢啓治作）
- 「いつかみた青い空」（中沢啓治作）
- 「蛍雪時代」（矢口高雄作）
- 「はばたけ! 太郎丸」（矢口高雄作）
- 「タイガーランド」（手塚治虫作）
- 「八丁池のゴロ」（手塚治虫作）
- 「タツマキ号航海記」（手塚治虫作）
- 「羽と星くず」（手塚治虫作）
- 「ハタ坊」（赤塚不二夫作）

## 編集体制

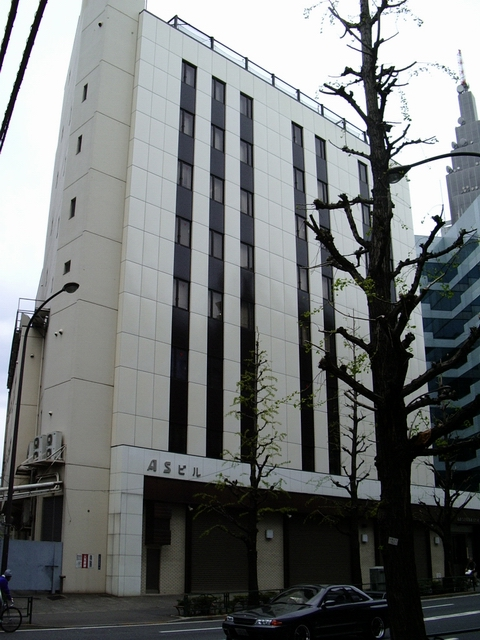
編集局の入るASビル（東京・千駄ヶ谷）

しんぶん赤旗は、政党（本部）である日本共産党中央委員会の直接発行であり、同委員会の一機構である「中央機関紙編集委員会」（同委員会幹部会が任命、委員数23）の下に置かれた「編集局」（長は同委員会常任幹部会委員）が編集実務を担当しており、政党専従による編集体制となっている。編集局は東京の本局の他日本内外14ヶ所に分散して取材拠点を構え、一国の政党機関紙ながらほぼ全世界を取材する。
赤旗記者の資格は、日本共産党員であること。記者は不定期で若干名募集されており、かつては「党歴3年以上」が出願資格だったが、現在は「党歴1年以上」と緩和されている。
印刷は東京の「あかつき印刷株式会社」を始めとする党外の印刷会社4社が請け負い、日本全国6ヶ所の印刷工場で印刷される。印刷された新聞は党外の物流業者によって配達拠点に届けられ、再び党に手渡された新聞は、党地方機関を通して配達区域ごとに分類、そして配達業務が行われる。

### 編集局
しんぶん赤旗編集局は、しんぶん赤旗の編集実務を行う部署である。内部に編集センターと23の部・委員会を設けている。
- 政治部
- 社会部
- 経済部
- 外信部
- 国民運動部
- スポーツ部

- 科学部
- 学術・文化部
- くらし家庭部
- 地方部
- 写真部
- 論説委員会

- 別刷り学習・党活動版編集部　⇒　?
- テレビ・ラジオ部
- 囲碁将棋・行楽部
- 広告部
- 整理部
- 校閲部

- 読者室
- 記事審査委員会
- 工程管理・開発部
- 総務部
- 日曜版編集部

編集局の本局は日本共産党本部ビルではなく、党本部ビルとはJR中央本線を挟んだ向かい側のビルに入居している。なお、同じビルに印刷会社「あかつき印刷」の印刷工場が同居し、関東地方向けの各版の印刷はそこで行われる。
所在地：東京都渋谷区千駄ヶ谷5-18-21　ASビル（明治通り鳩森小学校西交差点南側）※編集局の住所表記は党の公式ホームページ上で公開されていない（宛先は本部ビルの住所とする）が、あかつき印刷のホームページには「本社第一工場」として記載がある。
交通：最寄駅は東京メトロ副都心線北参道駅と東日本旅客鉄道・都営地下鉄大江戸線の代々木駅である。最寄バス停は都営バス［池86］北参道停留所である。

### 取材拠点

#### 日本
東京の他、札幌、名古屋、長野、大阪、広島、高知の6カ所に取材拠点を構える。
- 北海道総局（北海道札幌市北区北6条西7丁目）
- 東日本総局（東京都渋谷区千駄ヶ谷）
- 東海・北陸信越総局（愛知県名古屋市中区新栄三丁目）
  - 北陸信越支局（長野県長野市若里一丁目）
- 関西総局（大阪府大阪市天王寺区空堀町）
- 西日本総局（広島県広島市中区八丁堀）
  - 四国支局（高知県高知市小津町）

この他、各道府県委員会に記者が常駐しており、党委員長の地方演説会などはそうした記者が取材している。
また、社会運動や集会などに参加した党員による寄稿を受け付けており、記者のいない地域を含む日本各地の情報が集まるよう工夫がなされている。地方議員による記事も少なくない。

#### 日本以外
- ロンドン（英国）
- カイロ（エジプト）
- ニューデリー（インド）
- ハノイ（ベトナム）
- 北京（中国）
- メキシコ市（メキシコ）
- ワシントン（米国）

##### かつて置いていた支局
- パリ（フランス） - 2000年代までフランス語記者を抱えていた。
- ベルリン（ドイツ）
- モスクワ（ロシア） - 2006年廃止。ソビエト連邦時代と違ってモスクワからの重要な情報が少なくなったためと見られる。
- 平壌（朝鮮民主主義人民共和国） - 1980年代頃常駐。日本メディアとしては共同通信（2006年）、旧西側メディアとしてはAFP通信（2016年）より遥かに先んじていた。他に日本に本社を置くメディアとしては在日朝鮮人系の朝鮮新報が常駐している。

### 印刷工場
日本国内6ヶ所で印刷を行っている。地方ごとに印刷拠点を持つ方式は、日本の全国一般紙と同様である。
- 東京都渋谷区（あかつき印刷本社第一工場）
- 北海道札幌市（株式会社北海道機関紙印刷所）
- 岩手県北上市（あかつき印刷東北営業所）
- 愛知県小牧市小牧原3-191（株式会社中部共同印刷）
- 大阪府大阪市北区（関西共同印刷所）
- 福岡県糟屋郡新宮町（あかつき印刷九州営業所）

## 配布体系

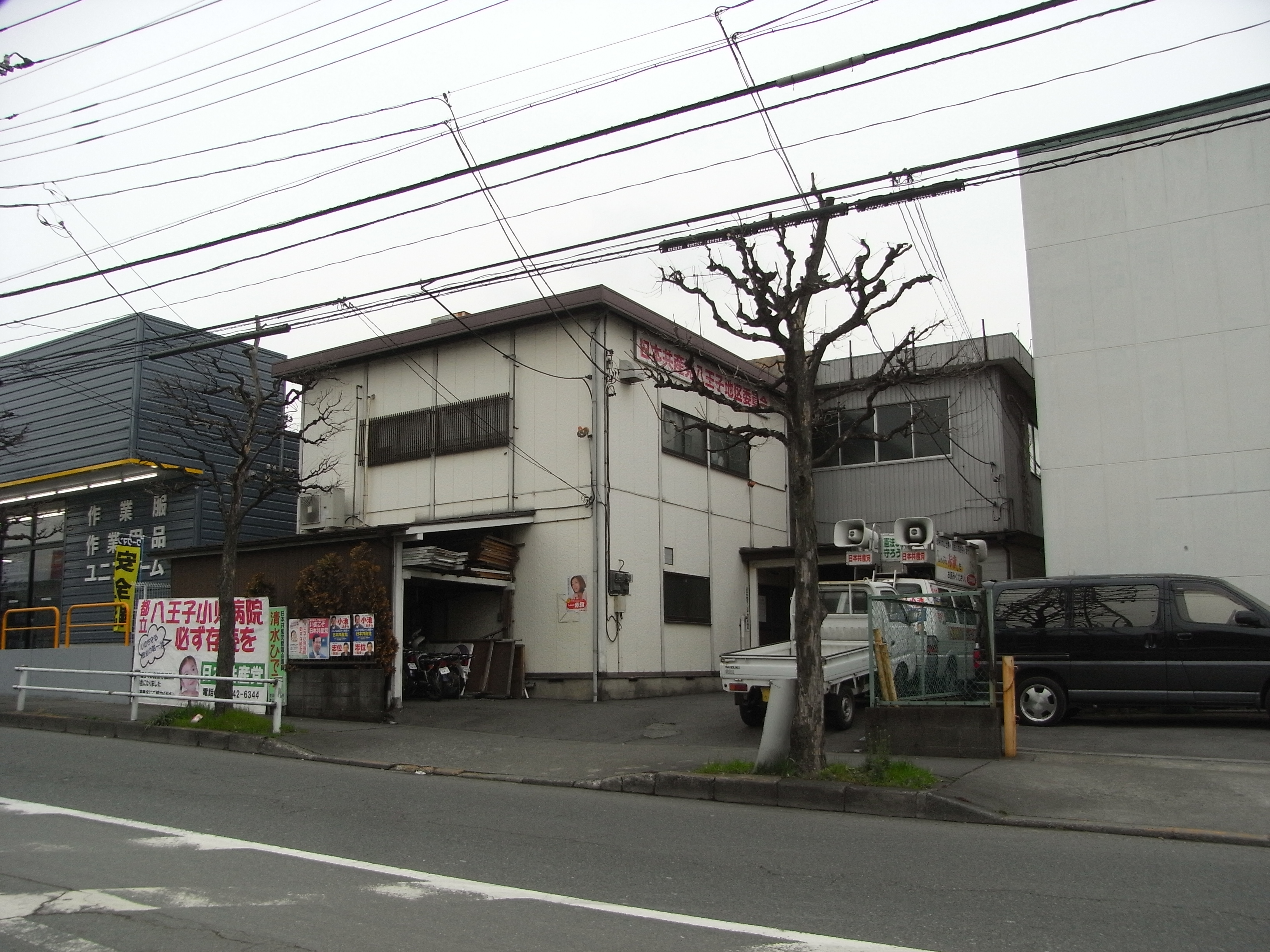
しんぶん赤旗八王子出張所

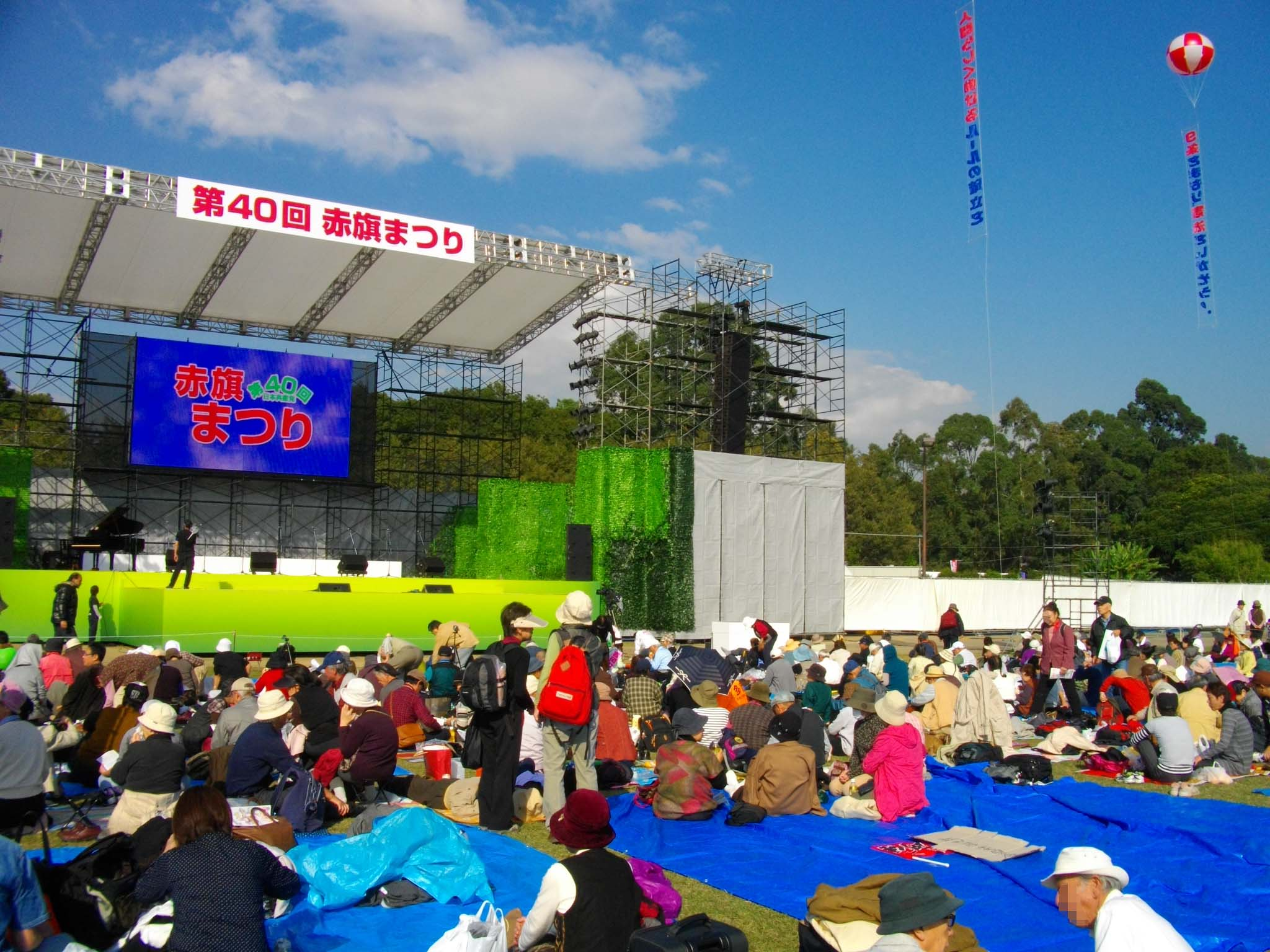
第40回赤旗まつり（2010年11月）

印刷工場から代表的な地方機関までの間の基幹輸送は党外の物流業者が請け負っている。その後地方党内で仕分けされた新聞は、党員又は支持者或いは一般市民のアルバイトの手によって配達区域ごとに宅配（一般紙同様の新聞受け投函が原則）される。日本共産党の地方の事務所（地区委員会など）は、しんぶん赤旗の配達・管理業務のため新聞販売店の機能を併せ持っており、「赤旗出張所」とも称する。一部地域では商業新聞販売店への配達委託や郵送となる。
また、沖縄県での日刊紙配送は福岡からの空輸となるため、購読者に宅配されるのは午後となる（これは他の全国紙も同様である）。日曜版は職場支部での手渡しなども行われる。日刊紙と異なり配達時間帯が指定されていないことから、日本では日付（日曜日）より前の木曜 - 土曜には宅配される。
配達体制が維持されている地域で赤旗の配達は地方党組織の重要な活動の一つであり、ネット上では地方議員が配達を行ったことをブログ記事にしている例が散見され、稀に国会議員も党員として配達に参加する事があると自身により報告されている。

### 購読部数
報道によると、日曜版を含めた部数は2024年時点で85万部（前述）。日刊紙と日曜版の発行部数は年々減少している。その要因として、主な購読者の多くが現役党員であり、高齢者が多く、若年層の新規購読者が少ないため、自然減が主である。
日刊紙だけで見た場合は購読収益より印刷費用が上回っている赤字状態であり、一方、日曜版は購読収益のほうが上回っている黒字状態となっている。そのため、日刊紙の赤字を日曜版の利益で補填しているのが現状である。ただ、日刊紙を廃刊するという決定は党中央としてもなかなかできず、その理由は日刊紙は各協力印刷会社の主力な収益源となっていてそれら印刷会社からの強い反対があること、党員らに対する重要な媒体としての存在意義から廃刊に踏み込めずにいる。
苦境を打開するため、2024年の日本共産党第29回大会前の決議案に対する意見表明のなかで、「配達困難なので日刊紙は全面電子版に移行してほしい」という意見が地方の党員から出されたことがある。同大会では当面の目標として100万部の回復を目指す方針が出されたが実現の目処は立たず、2025年には10億円の寄付を呼びかけた。公式発行部数の内訳には日本共産党自身が買い取っている部数も含まれている。党組織による買取部数の割合は公式部数の5%前後である。

## 経営・普及
日本共産党中央委員会には「財務・業務局」の下に「機関紙誌業務部」という部署を設けてしんぶん赤旗と党発行雑誌の経営実務を分掌し、「編集」と「経営」を一応分離している。さらに「党建設委員会」の下に「機関紙活動局」が設置され、同党では赤旗の普及拡大（販売促進）・配達・集金・管理などの一連の業務を「機関紙活動」と呼び、市議などは庁舎内で市職員に勧誘するなど「集団的宣伝者」であるだけでなく党建設における「集団的組織者」（レーニン『なにをなすべきか?』）でもある機関紙普及に全党で努めている。
結果、地方自治体の管理職を中心に、多くの職員が購読しているが、庁舎規則や職務の中立性への抵触、職員に対する議員の優位的立場の濫用も指摘されており（詳細は後述)、神奈川県鎌倉市などではしんぶん赤旗に限らず、庁舎内での物品に絡む勧誘などの行為を禁止している。

### 販売・集金
全党的に普及拡大活動が展開されており、地方組織所属の党員のみならず国会議員までもが演説会で「赤旗購読のお願い」を織り交ぜる。宣伝材料（PRグッズ）には見本紙・街宣用音声データ・地方機関紙貼付用の広告バナー・購読申し込みはがき・ポスター・のぼり・広告看板などがある。購読申し込み及び一部即売は日本共産党の本部を含む事務所・赤旗出張所で取り扱う。一般紙の販売店と異なり直接訪問・電話・FAX・電子メール・郵便いずれも対応しているところが多い。購読の取次は同党の党員・議員でも可能であり、取次所を示す標識プレートの販売まで行っている。

### 党員と赤旗
日本共産党員は、「4つの大切」として日刊紙を購読する事が努力目標になっている。なお2000年（平成12年）の第22回党大会で規約が改正される前は、規約2条に『「日々の赤旗を（単に「買う」だけではなく）よく読んで」党の政策と決定を実行し、党から与えられた任務を進んで行う』と記載されており、極めて重要な義務だった。

また、党の公式サイトには「家計が苦しくても、支部で相談して日刊紙を購読できるようにしましょう」と掲載されており、財務責任者岩井鐵也は、「『しんぶん赤旗』の事業は党の財政収入の9割をしめるという決定的な役割を担っており、『しんぶん赤旗』の危機は、党財政の困難の増大そのもの」と述べている。

月極購読については努力目標となったが、その後も党大会および中央委員会総会の決定文書を掲載する号については規約5条の（7)で速やかな読了が義務付けられており、読了した党員はその事実を所属する支部に報告し、支部党会議において意見を述べる「討議」をしなければならない。支部は地区委員会に、地区は都道府県委員会に、都道府県は常任幹部会に報告し、「（党大会ないし中央委員会総会）終了後1週間以内の党員への到達割合」「2週間以内の読了率」「1ヶ月以内の支部での討議実施割合」などという形で公表して、党内が一枚岩であることを誇示する。

### 共産党地方議員による自治体職員への勧誘・集金問題
産経新聞によると、地方自治体では、共産党市議による自治体職員へ勧誘がなされ、役所内での販売や集金が伝統的に続いている実態などが次々と発覚し、例えば福岡県行橋市では、共産党員の勧誘により購読している市職員の職場の机の上に配達される実例が報告され、政治的中立性が問題視されている、と報じている。
2013年12月に、福岡県行橋市市役所で、共産党市議らから日本共産党の政党機関紙「しんぶん赤旗」の勧誘、販売、集金があり、少なくとも20年以上前から役所内で、管理職職員が購読を続けていることが判明した。これについて、同市市議の小坪慎也は、「市議の立場を利用した「心理的強制」にあたる可能性もある」と述べており、部課長級職員以上の半数以上が「しんぶん赤旗」を講読し、役所内の職場の机の上に配達されていた。同市は、「職場での購読は地方公務員法で定める「政治的中立性」に疑念を持たせる」と実態調査を行う検討をしている。
2014年4月に、神奈川県鎌倉市で、共産党市議により、共産党の機関誌である「しんぶん赤旗」を地方自治体の役所内で地方職員に購買の勧誘をしているなどの行為が判明し、同市市長の松尾崇市長が、市役所内で政党機関紙の勧誘・配布を禁止した。
2014年5月、福岡県行橋市市議の小坪慎也が、「福岡県行橋市の共産党市議らが管理職職員を対象に政党機関紙「しんぶん赤旗」の購読を勧誘し、市役所内において配布・集金している問題」があるとし、「全国47都道府県と1700余りの市町村の地方議会に、同様の行為がないか実態調査を求める陳情書」を発送している。小坪は、「職場での大量購読は地方公務員法が定める（公務員の）政治的中立性に疑念を持たせかねない」としているほか、千葉県習志野市の男性も、「長年慣例化しているとされる同党市議による勧誘の実態調査や是正を求める陳情」を同市議会に提出し、2014年9月18日に開催された総務常任委員会で賛成多数による採択となった。これについて、共産党の谷岡隆市議は「長年の慣例として勧誘や配達、集金は行っている」ことを認め、強制ではなかったとしている。
2014年7月18日に、地方自治体において共産党市議が自治体職員に「しんぶん赤旗」を強引に勧誘している事例が問題化しているとし、自由民主党が各都道府県連に「注意喚起と実態把握を求める通達」を出している。通達によると、「福岡県行橋市で共産党市議らが市職員に対し、庁舎内で赤旗の購読勧誘や集金を行ってきた事例」があげられ、「議員の立場を利用して半ば強制的に地方公務員に購読させているなら看過できない事態だ」、「議員の地位を利用したり、庁舎管理規則に反した強引な勧誘が行われたりしている可能性がある」と呼びかけがなされている。
埼玉県春日部市の市役所では、共産党市議らが「しんぶん赤旗」の購読を役所内で勧誘していることが発覚し、これについて、同市の幹部が2014年9月9日に市議会定例会で「執務室内では（新聞を含む物品の）勧誘・配布は認めていない」とし、「後は市議らの執務室での勧誘を認めない方針」を答弁している。質問をした井上英治市議は、「執務室での販売・勧誘は、市議という立場を利用して市幹部に売りつけるパワーハラスメントに類する行為ではないか」としている。
2020年11月27日、滋賀県近江八幡市の複数の共産党市議が30年以上にわたり、市役所庁舎内で「しんぶん赤旗」の配達や集金を行うため、執務中の職員のもとを訪れていたことが判明したと報じられた。市は職員による庁舎内での個人的な物品の購入が、地方公務員法に抵触する恐れがあるとして庁舎内での個人的な物品の購入は控えるよう全職員に通達した。市は庁舎管理規則で市の事業と関係のない物品の販売や宣伝、勧誘などの行為は市長の許可が必要と規定しているが、市議らは無許可だった。集金を行っていた檜山秋彦市議は取材に対し、「庁舎内で集金をしていたのは確かだ。30年以上は続いたと思う」と述べた上で、市の通達後に取りやめたことを明らかにしたが、購読中の職員への配達は続けているという。
2022年6月2日付の東京新聞によると、東京都豊島区の元部長の証言として、10数年前に自身が管理職に昇進した直後に共産党区議から内線電話が掛かり、祝辞と共に「しんぶん赤旗」を購読するよう勧誘をされたという。豊島区役所内では公明党区議からも管理職への公明新聞購読の勧誘がなされており、管理職らは議会対応の必要性から両紙の購読を断れる雰囲気ではなかったと元部長らは証言している。

## 特徴
日本共産党員・後援会員や支持者でなくても購読することは可能であり、国家機関（公安警察など）・報道機関・ジャーナリストや他党の国会・地方議員らが情報収集のために購読している。アメリカ合衆国ワシントン州シアトルにあるワシントン大学図書館では2015年頃、他の東アジア各国主要紙と並び図書館の新聞閲覧コーナーに入った。これは日本の市民・社会運動を研究している学生の要望に応えたものである。
また、日本の公立図書館では網羅的収集を行う国立国会図書館は別として、収集を行う図書館とそうでない図書館に分かれる。収集を行っている館でも購読の館と寄贈を求める（納本）館に分かれる。政党機関紙は赤旗のみを所蔵する図書館すらある。東京都江東区のように地区委員会(市議団)の寄贈により市区内全図書館で当日限り読める(バックナンバーの保管はしない)ところもある。
以上の点は、日本の政党機関紙の中でも珍しい。

## 報道と取材の事例

### 注目を集めた報道
三菱電機製冷蔵庫の性能問題
2005年6月、三菱電機が製造した冷蔵庫の製品が、カタログ掲載された消費電力量や電気代表示に乖離があり過ぎることを問題視した報道をしている。
石原慎太郎東京都知事の「都政私物化」問題
東京都知事だった石原慎太郎が2006年に2億4000万円を超える外国出張費の支出と四男を重用したいわゆる「都政私物化」問題がある。2006年11月15日に日本共産党都議会議員団が告発し、翌日付けで報道した。また、石原及び三男で自民党衆議院議員の石原宏高と水谷建設元会長水谷功とのヤミ献金疑惑を2006年12月10日号でスクープした。日曜版では、石原慎太郎が知事交際費を使い高級料亭で高額な飲食をしていた実態を2007年1月28日号で報じ、一般紙・スポーツ紙・雑誌・テレビなどが後追い報道をした。
西松建設事件に関連する二階俊博、小沢一郎らの違法献金問題
国会議員の事務所費問題
自民党の文部科学大臣・伊吹文明、農林水産大臣・松岡利勝、中川昭一、民主党の松本剛明ら18人が、家賃不要の議員会館を主たる事務所としているのにもかかわらず、巨額の事務所費を「支出」していることを初めて問題提起した。
有名企業の偽装請負の告発
偽装請負問題に関して、キヤノンや日亜化学工業、トヨタ系企業の偽装請負も告発したり、クリスタルの偽装請負の内部資料、グッドウィルの違法な労働力供給の実態をスクープしている（やはりキヤノンの問題を採り上げた朝日新聞は、その後半年に渡ってキヤノンから広告出稿を引き揚げられる嫌がらせを受けた）。
九州電力やらせメール事件
玄海原子力発電所の運転再開是非を問う「説明番組」で関係者からの内部告発を受けた。2011年7月2日付けの紙面で報じ、九州電力側は当初この事実を否定していたが後に認めた。8月には、泊発電所へのプルサーマル導入計画に関する2008年のシンポジウムでも、北海道電力が同様の工作をしていた事を報じた。
DIOジャパン雇い止め問題
DIOジャパンが東日本大震災復興支援・緊急雇用創出事業として政府補助を受け被災地に創立したコールセンターで、補助金交付が終わると共にパート職員達が雇い止めを受け始めている事実を2014年6月に告発した。記事で“最初から補助金目当ての設立だったのではないか”と論じられている。朝日新聞、共同通信が後追いした。
ブラック企業連続追及キャンペーン
2013年（平成25年）6月から日曜版にて、ワタミやユニクロ、ロッテリアの過酷な労働環境と、人をモノの様に使い捨てする「ブラック企業」の"連続追及キャンペーン"を開始。のちに、ネットメディア等も後追い。日本ジャーナリスト会議賞を受賞した。
政治資金パーティー収入の裏金問題を最初に報道
自民党の派閥等が主催した政治資金パーティーの収益の一部を、議員が政治資金収支報告書へ過少または記載をしていないことを2022年11月に初めて報じた。翌2023年11月に読売新聞やNHK、文春オンラインなどの各種メディアが大々的に報じたことにより表面化し、岸田内閣閣僚が交代に追い込まれ、自民党の派閥の大半が解散に追い込まれる等の事態に発展した。
自民党の非公認候補にも公認候補と同額が支給されていることを最初に報道
第50回衆議院議員総選挙選挙期間中の2024年10月23日、前述の裏金問題で自民党から非公認となった候補者8人が現在も代表を務める支部に対し、党本部が公示直後に、税金を原資とする政党助成金から1支部あたり2,000万円を支給し、公認候補の支部に支給する公認料500万円と活動費1,500万円と同額を支給していることを報じた。

### 誤報
2017年3月16日付1面「籠池氏“昨年10月、稲田氏と会った”本紙に証言“感謝状”贈呈式で」という記事名で報道した内容について、実態は、森友学園理事長の籠池泰典が感謝状贈呈式に参加していなかったとして、18日付の紙面に「その後の取材で、籠池氏は感謝状贈呈式に参加していなかったことがわかりました」と事実誤認だったことを説明。「裏付け取材が不十分なまま出された記事でした。おわびして取り消します」と訂正記事を掲載した。

## 縮刷版
しんぶん赤旗縮刷版CD-ROMを2004年1月号から各月発行している。地方版、日曜版も全て収録されている他、記事検索機能を備えている。

## 点字しんぶん赤旗
しんぶん赤旗は点字版（「点字しんぶん赤旗」）も毎月発行されている。日本の主な点字新聞は他に『点字毎日』がある。

## 英語版（Japan Press Weekly）
しんぶん赤旗の英語翻訳版「Japan Press Weekly」（ジャパン・プレス・ウィークリー）があり、ジャパンプレスサービス社（東京都渋谷区千駄ヶ谷4-25-6、新日本ビル）が毎週発行している。
- 週刊（毎週土曜日発行）

## ウェブ配信

### 電子版
電子版を有料で提供している。ログイン後ウェブサイトで紙面をそのまま閲覧可能。一契約で地方版全てに対応している。複数台同時閲覧はできない。
購読料の支払いにはクレジットカードや国際ブランドのデビットカード・プリペイドカードも利用できる。

### 公式ウェブサイト
日本共産党中央委員会は、同党公式ウェブサイト内にしんぶん赤旗の公式サイトを開設し、通信社配信以外の日刊紙独自記事全文を休刊日を除く毎日、無料で配信している。会員登録も不要。ただし政治・国際・国民運動関係の記事のみでスポーツ、地方版、くらし家庭欄などの記事や漫画は配信していない。日本標準時11時前後に当日の記事に更新され、RSSフィードを提供している。なお、日曜版は記事を公開せず紹介に止めている。日本の他の主要紙の無料サイトが数日から一週間程度で記事を削除するのと異なり、現在でも、2002年以降の公開記事は、検索して閲覧できる特徴がある。
日本でもインターネットの急速な一般普及により、政治・社会問題を扱うメールマガジン、メーリングリストやブログなどでも、ウェブに公開された赤旗記事が引用されていることが多く、しんぶん赤旗サイトで赤旗記事を閲覧している共産党支持者以外の人はかなりの数に上ると推定される。Alexaの調べでは、同党中央委員会サイトへのアクセスは「赤旗」のキーワードが約4割を占め、「共産党」「日本共産党」を足したものよりも上位に入る。
記事のウェブ公開による新聞紙そのものの購読者数の伸び悩み・減少という点では、日本の他の一般紙と同じような構図を抱えている。なお、ウェブ版には原則として広告が入らない。

### G-Search
- 会員制データベースサービス「G-Search」[59]（1999年1月以降の日刊紙（東京）最終版記事）
  - 料金は見出し1件5.3円（税込）、本文1件52.5円（税込）である。
  - 各提携サービスでも同様に利用可能。

G-Search（ジー・サーチ）は@niftyビジネスにも機能を提供している。

### livedoor NEWS
- livedoor NEWS（2005年7月1日 - 2006年1月26日および2009年4月27日以降の日刊紙全国向けの独自記事）
  - 2006年10月1日現在で既に配信した記事及び記事に付するロゴマークは削除はされていなかった。

2005年7月1日から、ポータルサイト「ライブドア」（livedoor）にもニュース配信していたが、元代表堀江貴文の逮捕に伴い、2006年1月26日をもって取りやめとなっていた。なお、配信期間中でも、大企業に遠慮しない従来からの報道姿勢は全く変わらず、「ライブドア急成長のカラクリ/“錬金術”規制緩和で加速」とか「“錬金術”進めた規制緩和/逮捕の堀江氏と蜜月自民/追い風になつた小泉政治」といった見出しの記事がライブドアのサイトに通常通り掲載され、取り止めから1年以上そのままだった。3年後の2009年4月27日から再開。
一般紙的な記事も数多く提供しニュースソースとして一定の信頼を獲得しているしんぶん赤旗であるが、政党発行の新聞という位置付けは変わらないことからポータルサイトやニュースサイトといった他媒体への記事提供は一般紙と比べて少数に留まっており、livedoor配信は一部で驚きをもって受け止められた。一方、商業的なポータルサイト（ブログポータルを除く）へのニュース配信は日本の政党機関紙としては唯一の事例である。

### ニコニコチャンネル
- ニコニコチャンネルしんぶん赤旗チャンネル
- ブロマガ

2012年11月16日から日本共産党とは別にニコニコチャンネルで記事を掲載し（ニコニコニュースではなくニコニコチャンネルの政治ジャンル扱い）、ブロマガ配信も行っている。閲覧にはニコニコ動画のアカウントが必要だが、課金は不要。一般紙の社説に相当する「主張」の配信が主であるが、他の独自記事が配信されることもある。ブロマガに元から備わった機能により、EPUB形式の電子書籍として記事をオフライン閲覧可能。なお、ニコニコ生放送「とことん共産党」でも赤旗独自のコーナーを設けることがある。

## 書籍化
しんぶん赤旗の連載記事が書籍化されるケースがある。これらは一般紙などの他紙が書評で取り上げたこともある。
- 『黙ってはいられない』シリーズ（しんぶん赤旗編集局 新日本出版社）
- 『「仕事が終わらない」告発・過労死』（しんぶん赤旗国民運動部 新日本出版社 2003年）ISBN 4-406-03029-8
- 『子どもたちのいま』（しんぶん赤旗「子どもたちのいま」取材班 新日本出版社 2004年）ISBN 4-406-03077-8
- 『裏金―警察の犯罪』（しんぶん赤旗取材班 新日本出版社 2004年）ISBN 4-406-03103-0
- 『まるごと考えよう 日本国憲法』（赤旗編集局 新日本出版社 2005年）ISBN 4-406-03182-0
- 『食肉利権に踊った二人のドン』（しんぶん赤旗取材班 新日本出版社 2005年）ISBN 4-406-03186-3
- 『なぜなぜ問答 庶民大増税Q&A』（日本共産党消費税・庶民増税阻止闘争本部著 日本共産党中央委員会出版局　2007年）ISBN 978-4-530-01571-0
- 『現代葬儀考 お葬式とお墓はだれのため?』（柿田睦夫著 新日本出版社 2006年）ISBN 4-406-03318-1　※2004年11月 - 2006年5月「くらし・家庭」欄掲載「現代こころ模様 葬儀考」を再構成・加筆。
- 『元日本兵が語る「大東亜戦争」の真相』（「しんぶん赤旗」社会部取材班 日本共産党中央委員会出版局 2006年）ISBN 4-530-01563-7
- 『追及!ブラック企業』（しんぶん赤旗取材班 新日本出版社 2005年）ISBN 978-4-406-05837-7

## 賞歴
- 日本ジャーナリスト会議 JCJ賞（2014年度）[60]
「『ブラック企業』を社会問題化させた一連の追及キャンペーン報道」（日曜版）
- 関西棋院 第22回普及功労賞（2011年）[61]
「囲碁の普及に多大な貢献をした」
- 日本ジャーナリスト会議　JCJ大賞（2020年度） 安倍晋三首相の「桜を見る会」私物化スクープと一連の報道
- 日本ジャーナリスト会議　JCJ賞（2021年度）菅義偉首相による日本学術会議会員の任命問題の報道

## 主催行事
囲碁・将棋の振興に力を入れており、2011年には関西棋院から普及功労賞が赤旗に授与され、日本将棋連盟会長だった米長邦雄は「政党で真っ先にいちばん感謝しなければならないのは日本共産党」と発言している。第一線で活躍した羽生善治や井山裕太も赤旗に創刊歴年を祝うメッセージを寄せている。
- しんぶん赤旗全国囲碁・将棋大会（赤旗名人戦）
- 新人王戦 (囲碁)
- 新人王戦 (将棋)